# Kulturzentrum Grend

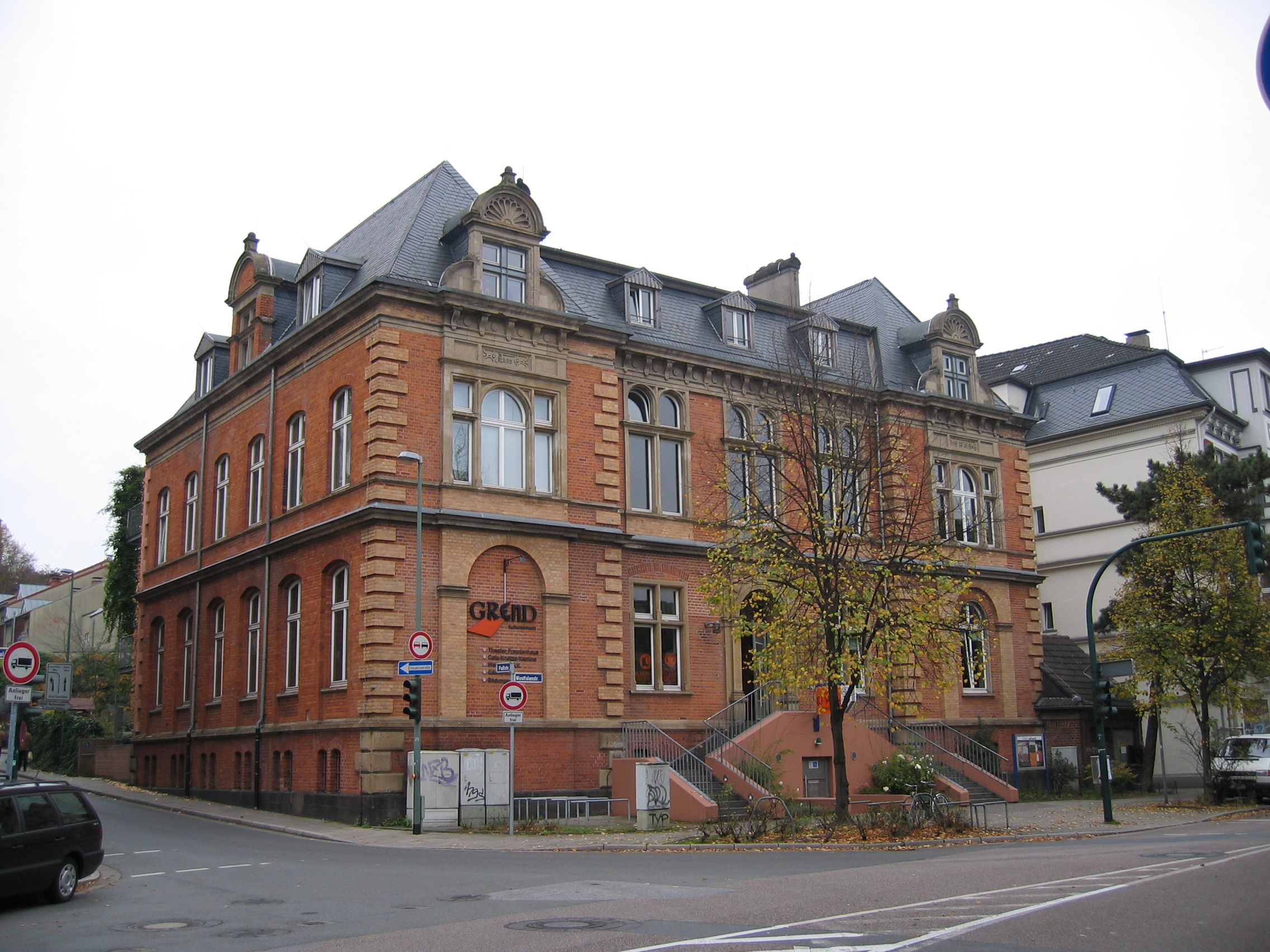
Kulturzentrum Grend (2004)

Das Kulturzentrum Grend ist eine mehrspartige soziokulturelle Einrichtung in freier Trägerschaft im Osten der Stadt Essen gelegenen Stadtteil Steele. Seit 1996 bietet das Grend ein kulturelles und künstlerisches Angebot für unterschiedliche Zielgruppen sowie ein Bildungsangebot für Kinder und Erwachsene.

## Geschichte

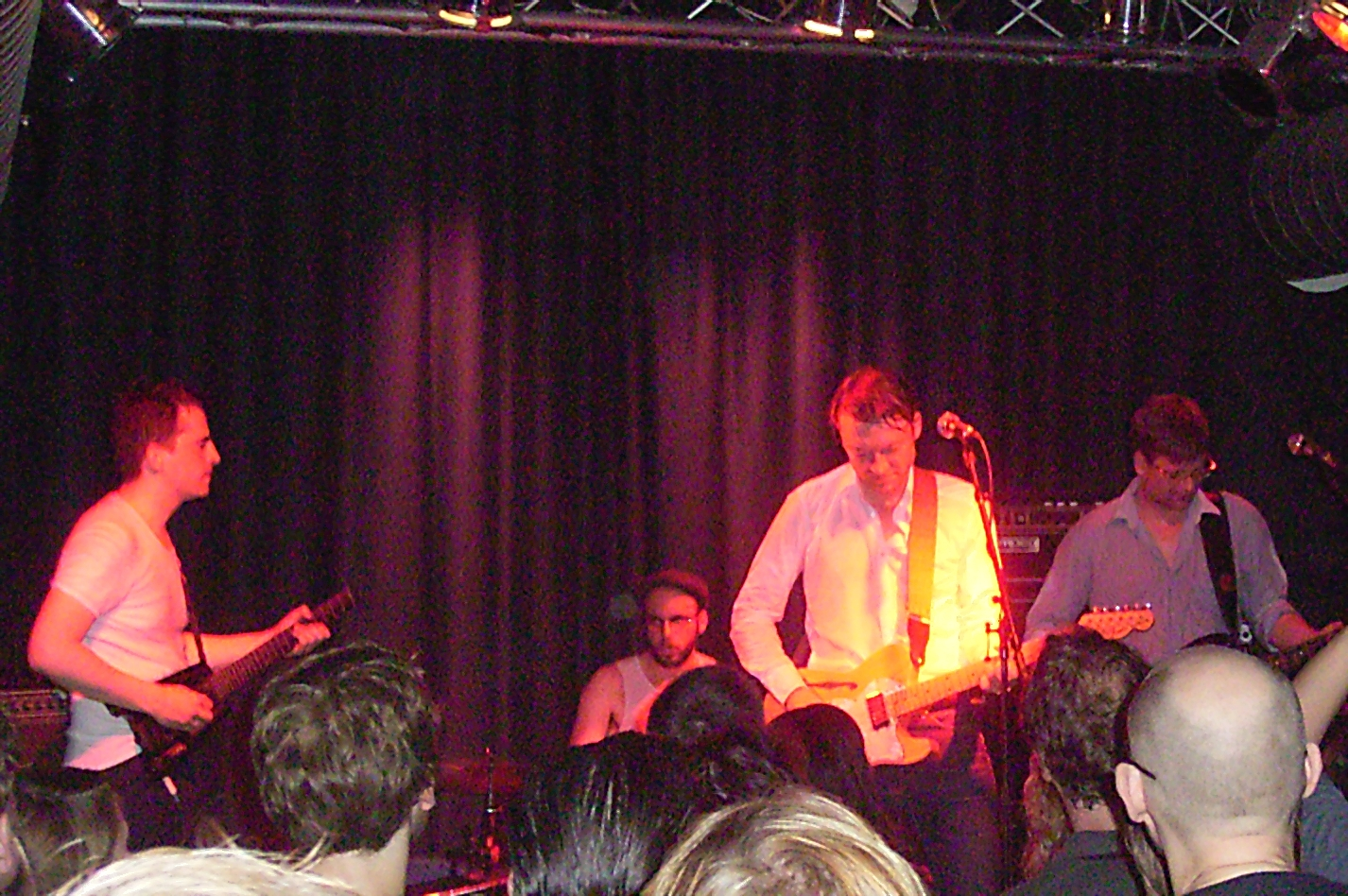
Jochen Distelmeyer im Grend (2009)

1996 wurde das denkmalgeschützte Gebäude der ehemaligen "Rektoratsschule" im Essener Stadtteil Steele nach acht Jahren Planung und Umbau unter dem Namen Grend (altdeutscher Begriff für grindiger, sandiger Boden) als soziokulturelles Zentrum eröffnet. Betreiber des Zentrums ist der "Kulturzentrum Grend e.V.", ein ehemaliger Zusammenschluss von drei Kultur- und Bildungsvereinen: Werkstatt e.V., Zimmertheater in Essen e.V. (Theater Freudenhaus) und Werkstatt-Bildungswerk e.V. Nach einer Umorganisation sind seit 2005 die Aktivitäten des Grend in dezentrale Geschäftsbereiche des Trägervereins mit eigener Ressourcenverwaltung umgewandelt worden.

## Struktur

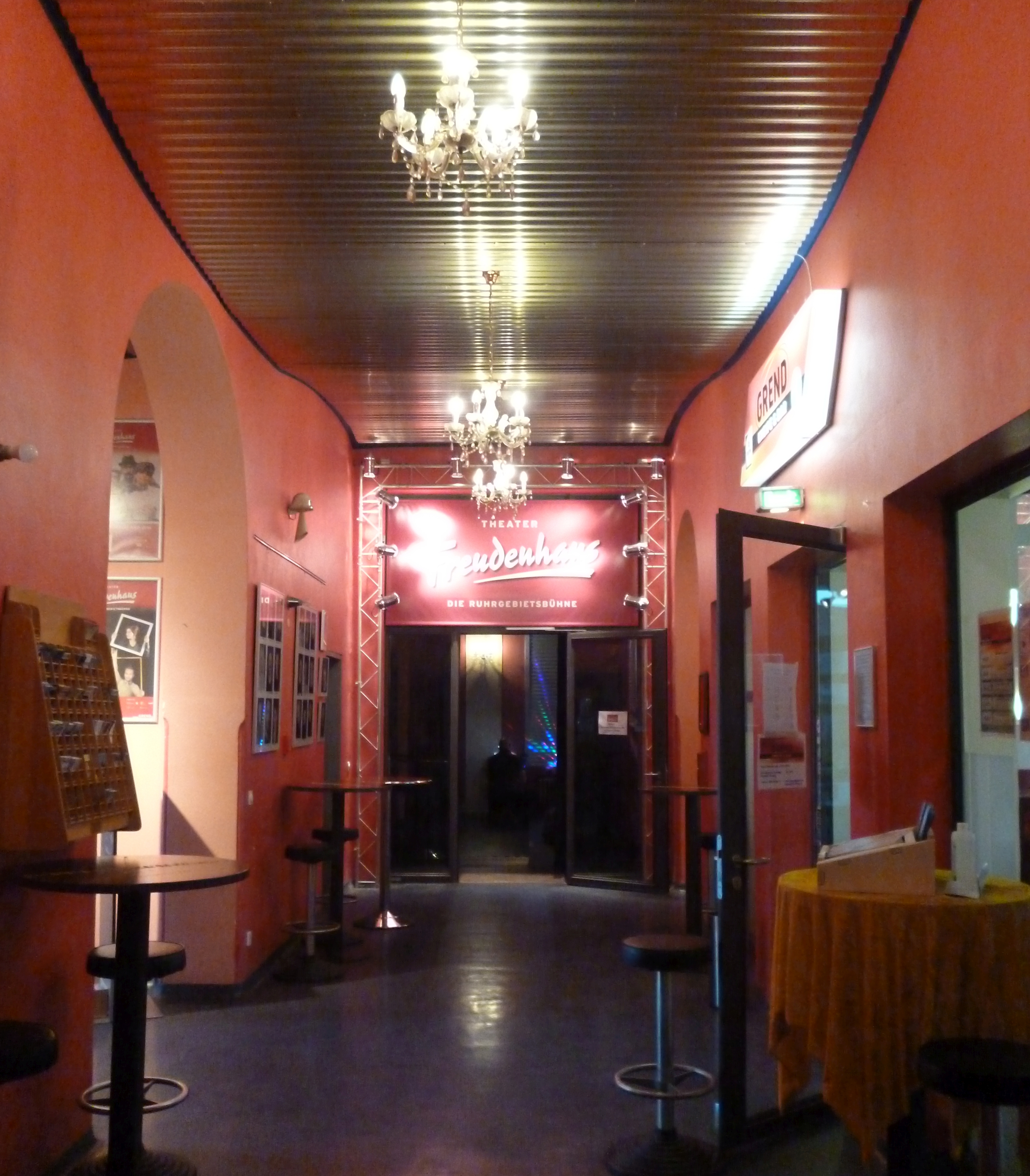
Eingang zum Theater im Grend

### Theater
Das Theater bietet ein regelmäßiges Bühnenprogramm aus eigenen Stücken, Fremdinszenierungen, Gastspielen anderer freier Theater sowie ein Programm für Kinder. Der Schwerpunkt des Programms liegt zurzeit auf Komödien, die sich vorwiegend mit dem Strukturwandel des Ruhrgebiets auseinandersetzen. Aktuell wird an einer Diversifizierung der Programmprofile des Theaters und an neuen Kooperationsformen gearbeitet. In diesem Zuge wurde das ehemalige "Theater Freudenhaus" im Januar 2024 in "GRENDTheater" umbenannt.

### Konzert- und Veranstaltungsbereich
Hier werden regelmäßige Konzerte im Rock- und Popbereich/Independent-Musik sowie Konzerte für junge Nachwuchsbands geboten. Seit den 2000er Jahren ebenfalls der Grend-Slam, eine Poetry-Show.

### Grend-Bildungswerk
Es bietet seit den 1990er Jahren ein Weiterbildungsprogramm mit Kursen und Workshops für Erwachsene. Ein integrativer Teil des Grend-Bildungswerk ist das TPZ-Ruhr (Theaterpädagogische Zentrum Ruhr), ein Ausbildungsinstitut, das zertifizierte Ausbildungen zum Theaterpädagogen (BUT) anbietet und seit den 2000er Jahren durchführt. Das Kinder- und Jugend-Atelier bietet ein regelmäßiges Kurs- und Kreativangebot für Kinder und Jugendliche bis 16 Jahren.